# Arrondissement de Cloppenburg
L'arrondissement de Cloppenburg est un arrondissement  ("Landkreis" en allemand) de Basse-Saxe  (Allemagne).
Son chef-lieu est Cloppenburg.

## Villes, communes et communautés d'administration
(nombre d'habitants en 2006)
| 1. Barßel (12 373) 2. Bösel (7 620) 3. Cappeln (Oldenburg) (6 792) 4. Cloppenburg, ville, commune autonome (31 700) 5. Emstek (11 516) 6. Essen (Oldenburg) (8 109) 7. Friesoythe, ville (20 487) | 1. Garrel (12 753) 2. Lastrup (6 711) 3. Lindern (Oldenburg) (4 725) 4. Löningen, ville (13 297) 5. Molbergen (7 874) 6. Saterland [Siège : Ramsloh] (12 871) |